# Kokkinóvrakhos
Kokkinóvrakhos (Kokkinovrahos, Kokkinovrachos) är en ort i Grekland.   Den ligger i prefekturen Nomarchía Anatolikís Attikís och regionen Attika, i den sydöstra delen av landet, 25 km norr om huvudstaden Aten. Kokkinóvrakhos ligger 332 meter över havet och antalet invånare är 195.
Terrängen runt Kokkinóvrakhos är kuperad. Runt Kokkinóvrakhos är det tätbefolkat, med 762 invånare per kvadratkilometer. Närmaste större samhälle är Acharnes, 14,3 km sydväst om Kokkinóvrakhos. 